# Robert Hedin
Robert Hedin (Ystad, 2 de febrero de 1966) fue un jugador de balonmano sueco que jugaba como lateral izquierdo. Fue uno de los componentes de la Selección de balonmano de Suecia con la que disputó 195 partidos internacionales en los que anotó un total de 335 goles. 
Destacó en el club de su ciudad, el Ystads IF, siendo el máximo goleador de la liga sueca en su última temporada en Ystad. Sus buenas actuaciones y su capacidad de lanzamiento exterior fueron premiadas con la convocatoria para los Juegos Olímpicos de Barcelona de 1992, donde conseguiría la medalla de plata. Un año más tarde, en el Campeonato del Mundo celebrado en Suecia, consiguió la medalla de bronce dándose la circunstancia de que en aquella selección también se encontraba su hermano menor Tony Hedin.
En sus últimos años activos compaginó la labor de entrenador con la de jugador, tanto en el TSV St. Otmar St. Gallen suizo como en el TuS Nettelstedt-Lübbecke alemán. Durante 6 años dirigió a la selección absoluta noruega, donde no consiguió resultados destacados.
Actualmente, es el entrenador de la Selección de balonmano de los Estados Unidos, equipo en el cual asumió el 8 de julio de 2018. 

## Equipos

### Jugador
- Ystads IF (-1990)
- Viking Stavanger (1990-1991)
- Helados Alacant (1991-1993)
- GWD Minden (1993-1998)
- TSV St. Otmar St. Gallen (1998-2001)
- SV Post Schwerin (2001-2002)
- TuS Nettelstedt-Lübbecke (2002-2003)

### Entrenador
- TSV St. Otmar St. Gallen (1998-2001)
- TuS Nettelstedt-Lübbecke (2002-2003)
- MT Melsungen (2007-2009)
- Selección de balonmano de Noruega (2008-2014)
- Aalborg HB (2011-2012)
- Selección de balonmano de los Estados Unidos (2018- )

## Méritos y distinciones
- Máximo goleador de la Liga de Suecia 1990